# 中世前期
中世前期（ちゅうせいぜんき）は、ヨーロッパ史において、おおよそ5世紀から10世紀を指す時代区分である。中世の初期。このほか3世紀から7世紀にかけてを古代末期とする時代区分もある。
中世前期は、西ローマ帝国の衰退に続いて始まり、後には中世盛期（1001年-1300年）が続く。この時代には、古典古代後期に始まる人口減少、特に都市部での人口減、交易の衰退、移民の増加が継続した。また、この時代の文芸作品や文化的創造物が、特にヨーロッパ北西部において相対的に少ないことを強調して、「暗黒時代」と呼ばれてきた。しかし、これらの傾向はこの時期の後半には反転する。滅亡を免れた東ローマ帝国は生き残り、7世紀にはイスラーム帝国がかつてのローマ帝国の版図のかなりを占領し、イベリア半島では後ウマイヤ朝が栄えた。西ヨーロッパでは800年にカール大帝により皇帝の称号が復活し、大帝のカロリング帝国はヨーロッパの社会構造と歴史に大きな影響を与えた。封建制度の中で体系的な農業が復活し、三圃制やヘビー・プラウ等が発明された。蛮族の入植はヨーロッパの多くの地域で鎮静化したが、北部はヴァイキングの侵攻によって大きく影響を受けた。

## 時代区分
「中世前期」は中世を三分割した最初の区分で、後には中世盛期と中世後期が続く。この三区分が初めて用いられたのは、歴史家レオナルド・ブルーニの『フィレンツェ人の歴史』（1442年）であった。また、フラビオ・ビオンドの『ローマ帝国衰退後の数十年』（1439年-1453年）でも同様の枠組みが用いられている。三区分法はドイツの歴史家クリストフ・セラリウスの『古代、中世、新時代に分割した通史』（1683年）の出版により通説となった。
ピーター・ブラウンのように3世紀から7世紀にかけてを古代末期とする時代区分もある。

## 概要

### 年表

#### 前半
事件
| - 430 — アウグスティヌス死去 - 476 — オドアケルがロムルス・アウグストゥルスを退ける - 496 — トルビアクの戦い：クローヴィス1世がカトリックに宗旨替えする - 507 — ヴイエの戦い - 527–565 — ユスティニアヌス1世 - 535–552 — ゴート戦争 - 541–542 — コンスタンティノープルのユスティニアヌスの疫病 - 547 — ヌルシアのベネディクトゥス死去 - 570 — ムハンマド・イブン＝アブドゥッラーフ誕生 - 590–604 グレゴリウス1世 - 597 — コルンバ死去 | - 602–629 — 最後の大ローマ・ペルシャ戦争 - 615 — コロンバヌス死去 - 626 — ペルシャ・アヴァル・スラブ連合軍によるコンスタンティノープル包囲 - 627 — 東ローマ皇帝ヘラクレイオスがセルビア人にバルカン半島への入植を要請する - 632 — ムハンマド・イブン＝アブドゥッラーフ死去 - 636 — イシドールス死去 - 674–678 — 最初のアラブ人によるコンスタンティノープル包囲 - 681 — 第一次ブルガリア帝国建国 |

#### 後半
事件
| - 7世紀 — ハザール帝国建国 - 711–718 — ウマイヤ朝のヒスパニア侵攻 - 717–718 — 二回目のアラブによるコンスタンティノープル包囲 - 721 — アルド（西ゴート族最後の王）死去 - 730 — 東ローマ帝国における第一次聖像破壊運動（イコノクラスム） - 732 — トゥール・ポワティエ間の戦い - 735 — イギリスの歴史家ベーダ・ヴェネラビリス死去 - 746 — カンシュタットの血の宮廷 - 751 — ピピン3世がフランク王となる（カロリング朝） - 754 — 聖ボニファティウス死去 - 768–814 — カール大帝 - 778 — ロンスヴォーの戦い - 782 — ヴェルデンの虐殺 - 793 — 第一次ヴァイキング興隆 | - 796–804 — アルクィンがカロリング朝ルネサンスを始める - 815 — 東ローマ帝国における第二次聖像破壊運動（イコノクラスム） - 843 — ヴェルダン条約 - 862 — リューリク朝建国 - 871–899 — アルフレッド大王 - 872–930 — ハーラル1世 - 882 — キエフ大公国建国 - 911 — サン＝クレール＝シュール＝エプト条約（ノルマンディー公国の成立) - 955 — レヒフェルトの戦い - 962 — オットー1世神聖ローマ皇帝即位 - 969 — キエフ大公国がハザールを征服する - 987–996 — ユーグ・カペー - 988 — キエフ大公国のキリスト教化 - 991 — モルドンの戦い |

### ローマの崩壊: 372年–410年

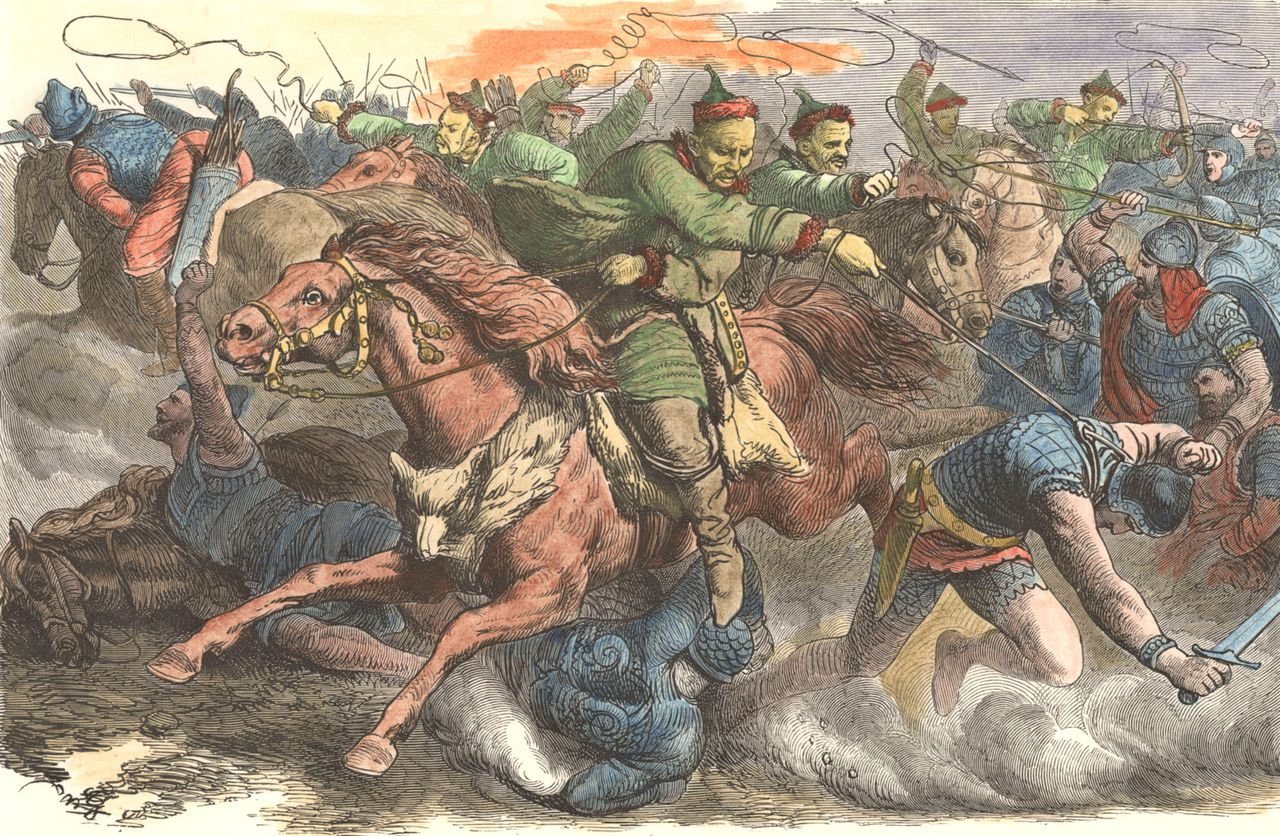
Die Hunnen im Kampf mit den Alanen
[Tr., アラン人との戦いにおけるフン族]
（ペーテル・ヨハン・ネポムーク・ガイガー：1873年）
-----
黒海の北と東に住むイラン系であるアラン人は、アジア系フン族に対するヨーロッパ最初の防衛線であった。ローマ帝国を通じて混乱させ入植した。

2世紀の初め、都市化や海運商業、人口などのローマ文明の様々な指針が、衰退を始めた。地中海の難破船の40％が、3世紀のものとして発見されている。150年から400年にかけての時代にローマ帝国の人口は、6500万人から5000万人に20％以上減少したと見積もられている。暗黒時代の寒冷期（300年-700年）にこのことが関連があり、この時代に農作物の収穫が減少する地球規模の温度低下があった。
3世紀前半ゲルマン人は各地のサルマタイと戦う手強い同盟を作りながらスカンディナヴィアから南に移住し黒海に到達した。ルーマニアと黒海の北のステップではゲルマン人であるゴート族が、少なくとも2つの王国を建国した。
フン族が372年-375年に到達すると、この王国の歴史は終わりを告げた。フン族はトルコ語を話す貴族政治の帝国を建国した中央アジアの民族の同盟であった。馬上から複合されたリカーブ弓を放つ困難な様式を習得していた。ゴート族は非武装の入植者としてローマ帝国に入ることを了承してローマ帝国の領域に（376年）難民となることを要請した。しかし多くは武器を携行することを認められてドナウ川の国境警備に赴いた。
ローマの軍団の訓練と組織は、見事な戦闘部隊となった。ローマ人は騎兵隊が敵と出会った際に散開しがちだとはいえ、戦闘中に隊形を維持するよう訓練できることから、騎兵隊より歩兵を好んだ。蛮族の部隊が略奪が約束されて増加し鼓舞されたとはいえ、軍団は給料や一定の訓練、装備、食糧に必要な中央政府や税金を必要とした。その為に農業活動や経済活動で衰退が倍になった帝国を運営する財政負担は、帝国の税収を減少させ、職業軍人による軍隊を維持するのにもがくことになった。
ゴート戦争で、ゴート族は反旗を翻し、ハドリアノポリスの戦い（378年）で主要なローマ軍と対戦した。この時までに、ローマ軍は主に戦闘ごとに召集した蛮族や兵士で成り立っていた。一般的な規律の乱れは、小さな盾や軽い武器の使用につながった。栄誉を共有することを望まず、ウァレンス東ローマ皇帝は援軍と共に進軍中のグラティアヌス西ローマ皇帝を待たずにフリティゲルン率いるテルヴィンギに対する攻撃を命じた。ローマ側は完全に交戦中だったとはいえ、グロイトゥング騎兵隊が到着した。ローマ軍の3分の1だけが、逃走を図った。ローマの軍事作家アンミアヌス・マルケリヌスによると、ローマ人がカンナエの戦い以来被った最も困惑させる敗戦であった。東ローマ帝国の核となる軍は、崩壊し、ウァレンスは殺され、ドナウ川沿いの軍備を含めて、ゴート族はバルカン半島を自由に荒廃させた。エドワード・ギボンが言うように、「ローマ人はかなり冷静かつ簡潔に大軍で遂行された『正義の』活動に言及したが、この地域が成功した蛮族の武器で侵略され荒廃した際に、自身の被害への同情や効果的な言葉を備えている。」
帝国ではハドリアノポリスで崩壊した可動性の職業部隊を再建する人材や恐らく意志が欠如し、その為に戦える蛮族軍に頼ることを余儀なくされた。東ローマ帝国は贈り物でゴート族を追い払うことができた。西ローマ帝国はあまり運がなかった。西ローマ帝国の半蛮族司令官スティリコは、402年-403年には西ゴート族の手で、406年-407年には他のゴート族の手でイタリア侵攻をうまくかわせるライン川の前線を奪い取った。
フン族やヴァンダル族、スエビ族、アラン人の進軍がマインツ近郊の凍結したライン川を渡って始まる前に逃げ出し、406年12月31日、前線は開け、ガリアにこの民族がなだれ込んだ。暫くしてブルグント族やアラマンニ人の一団が続いた。続く反蛮族ヒステリーの発作で、ホノリウスにはすぐに打ち首にするスティリチョがいた（408年）。スティリチョは首を送り、「ローマの将軍の最後に相応しい覚悟と共に」とギボンは書いた。ホノリウスは補佐する唯一の無能な廷臣と宮廷を去った。410年、アラリック1世率いる西ゴート族は、ローマ市を占領し、3日間市は燃え死体で通りが埋め尽くされるほどの虐殺が行われ、宮廷からは貴重品が持ち去られ、富を隠していると思われる者は、尋問され、拷問を受けた。新たにキリスト教に改宗したので、ゴート族は教会の財産には敬意を払った。しかしバチカンなどの教会で保護された人々には大して運はなかった。

### 民族移動時代
ゴート族とヴァンダル族は、西ヨーロッパに押し寄せた侵攻の第一波に過ぎなかった。ある者は戦争と略奪の為だけに暮らし、ローマの生活様式を軽蔑した。その他はローマを称賛し、その後継者になることを望んだ。「貧しいローマ人は、ゴート族を演じ、豊かなゴート族は、ローマ人を演じた。」と東ゴート族のテオドリック王は言った。
ローマ帝国の臣民は、カトリックであり、長く安定した官僚的な帝国の文明化された臣民であった。ゲルマン人は都市や金、文字についてほとんど知らなかった。最近アリウス派キリスト教に改宗した人々であり、従って帝国の聖職者にとっては異端であった。
民族移動時代に最も早く入植した人々は、そのまま立ち去るか部分的に手を付けただけであった。フランス人やイタリア人、スペイン人は今日ロマンス諸語を形成しているラテン語の方言を話し続けているために、西のブリトン王国ではブリトン語の話者が残ったが、今日のイングランドのローマ時代の小規模の言語は、アングロ・サクソン人に占領された領域の僅かな痕跡と共に消失した。新来の人々は、法律や文化、宗教、財産所有の形態などの作られた社会を大いに改造した。
パクス・ロマーナは貿易と製造に安全な状態を作り出し、遠方との関係における文化的な環境や教育上の環境を一様にした。このことが失われると、地元の有力者の（時に新たにローマ化した支配階級や外来文化の新たな支配者）支配に置き換わった。ガリア・アクィタニアやガリア・ナルボネンシス、南イタリアやシチリア、ヒスパニア・バエティカや南スペイン、イベリアの地中海沿岸では、ローマ文化は6世紀か7世紀まで続いた。
至る所で徐々に経済的・社会的連携や基盤が崩壊したことで益々視点の地元化が齎された。この崩壊は旅行や商品の運搬にとって安全でなくなったために迅速かつ劇的なものであり、輸出のための貿易や製造において結果的に崩壊を齎した。大規模な陶器製造業のように貿易に頼る主要な産業は、イギリスのような場所でほぼ一夜にして消滅した。他の数か所の中心地同様に、コーンウォールのティンタジェルは、6世紀にかけて良く地中海の高級品の供給を何とか受けたが、その際貿易上の繋がりは失った。経営や教育、軍事的な基盤は、急速に消滅し、新しいクルスス・ホノルムを失ったことで学校の崩壊や指導者の中でさえ文盲が増えることになった。この時代の初めのカッシオドルス（585年死去）や終わりのアルクィン（804年死去）の経歴は、貴重な読み書きの能力と同様に成り立っていた。
以前のローマ時代は400年から600年の間に人口が20％減少したり、150年から600年に3分の1が減少した。8世紀、貿易額は青銅器時代以来最低水準であった。8世紀の地層から発見される難破船の数が非常に少ないことが、このことを支持している（1世紀の地層の難破船の数の2％以下であることを表している）。500年頃を中心にした再植林や農業の後退もあった。年輪を調べてみると、この現象は急速な寒冷化の時代であったことと一致した。ローマ人は一つは作物を育てもう一つは休閑地にして雑草を取り除くために鋤を入れるという二圃制農業を実践していた。帝国の制度が徐々に崩壊したことで、所有者は奴隷の逃走を止められず、農園制度は崩壊した。組織的な農業は、大きく損なわれ、収穫量は生きるのにギリギリの水準まで減少した。
ほぼ1000年にわたってローマはヨーロッパで最も政治的に重要で豊かで広大な都市であった。紀元100年頃、人口は約45万人いた。中世前期には人口は2万人程度に減り、不規則に広がる都市を広大な荒廃地や草木に覆われて点在する住居群にした。
トゥールのグレゴリウス司教が天然痘の特徴的な所見を述べた目撃者の記述を提供した581年頃まで、天然痘は最終的に西ヨーロッパには入ってこなかった。繰り返す伝染病は、広大な農村の人口を一掃した。恐らく残った記録が不足しているために、伝染病に関する詳細はほとんど失われている。
（ユスティニアヌスのペスト）で1億人が死亡したと推定されている。ジョサイア・C.ラッセル（1958年）のような歴史家は、541年から700年にヨーロッパの全人口の50％から60％が失われたと示唆している。750年以降、主な伝染病は、ヨーロッパで再び14世紀に黒死病が現れるまで現れなかった。

### 東ローマ帝国
395年にテオドシウス1世が死ぬと、帝国は二人の息子に分割された。西ローマ帝国は5世紀に戦闘中のゲルマン王国の手でバラバラにされ、東ローマ帝国はコンスタンティノープルで古のローマ帝国の正統な後継者となった。帝国の公用語に中世ギリシャ語がラテン語に置き換わると、歴史家は帝国を「ビザンツ帝国」「ビザンティン帝国」と呼んでいる。西ローマ帝国人は次第に「ローマ人」よりは「ギリシア人」と呼び始めた。しかし東ローマ帝国人は常にロマイオイ（ロメイ中世・現代ギリシア語/ローマ人）と自称した。
東ローマ帝国はヨーロッパとオリエントの通商路を維持することを意図し、帝国をヨーロッパで最も豊かな国にした。高度な戦闘や優勢な外交を行うことで、東ローマ帝国は移住してきた蛮族による紛争をうまくかわそうとした。西の有力者を抑え込もうとする夢は、一時527年-565年のユスティニアヌス1世の治世で実現した。ユスティニアヌス1世はローマ帝国に西側の領域の幾つかを復活させただけでなく、ローマ法を（19世紀までヨーロッパの多くの地域に影響を及ぼした法典と共に）成文化し、中世では最も大きく最も技術の進歩した建造物アヤソフィアを建てた。しかしパンデミック（ユスティニアヌスの疫病）がユスティニアヌス1世の治世を台無しにし、帝国に伝染し、恐らくコンスタンティノープルの40％の人が死亡し、ヨーロッパの中世前期の人口の減少を齎した。
ユスティニアヌス1世の後継者マウリキウスとヘラクレイオスは、アヴァールとスラヴ人の侵攻と対決しなければならなかった。スラヴ人やアヴァールにより国土が荒廃すると、バルカン半島の広大な領域の人口が激減した。626年にはコンスタンティノープルは中世前期のヨーロッパでとびぬけて広大な都市で、アヴァールやペルシア人による合同の包囲作戦を持ちこたえた。数十年でヘラクレイオスは首都を奪い暗殺を狙うサーサーン朝のペルシアに対する聖戦を完了した。ヘラクレイオスはまだイスラーム教に改宗した地域の異端派の運動の（単性説やネストリウス派が有名）分裂と激増によりかなり容易になったシリア属州やパレスティナ3州、アエギュプトゥス、北アフリカのイスラームの征服により破綻した予想外の成功を見てはいなかった。
東ローマ帝国の公用語がラテン語からギリシア語へと変わったのはこの時代、ヘラクレイオス治世の620年である。古代ローマ帝国から「ギリシア化した中世ローマ帝国」への過渡を象徴する一事である。
ヘラクレイオスの後継者は、二度のウマイヤ朝による包囲（コンスタンティノープル包囲戦 (674年-678年)とコンスタンティノープル包囲戦 (717年-718年)）
からコンスタンティノープルを救おうとしたが、8世紀から9世紀前半の帝国は、王家の宮廷内の派閥争いに中断されて、大規模なビザンティンの聖像破壊に揺り動かされた。ブルガール人やスラヴ人は、この混乱から利益を得、イリュリアやトラキア、（モレアと自称した）ギリシャさえも侵略した。680年のオングロスの決定的な勝利の後でブルガール人とスラヴ人の軍隊は、帝国の国境で第一次ブルガリア帝国の建国を認める屈辱的な平和条約に調印せざるを得なくなった東ローマ帝国を再び破って、バルカン半島の山脈の南に前進した。
この脅威に対抗して、新しい統治制度が導入された。地域の文民統治や軍事統治が、将軍（ストラテゴス）の手に纏められた。テマ制は嘗ては東ローマ帝国軍の細分化を意味していたが、ストラテゴスにより統治される地域に関係するようになった。この改革は地域の軍隊を管理し王位に対する圧力を持つことが珍しくない大土地所有者の出現につながった。（典型的な例として大バルダス・フォカスやバルダス・スクレロスを参照されたい。）
8世紀前半までに、帝国の領域が減少しているにもかかわらず、サーサーン朝クテシフォンや後のアッバース朝バグダードとだけ比較できるコンスタンティノープルは、依然として全世界で最大かつ最も豊かな都市であった。皇帝がその拡大を抑制することに着手したために帝国の首都の人口は、30万から40万の間で変動した。唯一の広大なキリスト教の都市は、ローマ（5万）とテッサロニキ（3万）であった。8世紀中でさえ、農民法はローマ帝国で農業技術の復活の証拠となった。2006年版ブリタニカ百科事典が言うように、「東ローマ帝国社会の技術的な基礎は、同時代の西ヨーロッパよりも進歩していた。鉄器は村々で発見でき、水車場が点在し、蒔いた豆からは蛋白質豊かな飲食物が得られた」。
867年にマケドニア王朝が抜きん出て政治的混乱と宗教的混乱に終止符を打ち帝国の新たな黄金時代を引き入れた。ニケフォロス2世フォカスのような有能な将軍が国境を拡大する一方で、（レオーン6世やコンスタンティノス7世のような）マケドニア朝の皇帝は、マケドニア朝ルネサンスとして知られるコンスタンティノープルで花咲く文化を管理した。賢明なマケドニアの支配者は、西ヨーロッパの支配者を無学な蛮族と軽蔑し、西欧を統治するという有名無実の主張を繰り返した。この絵空事はローマでカール大帝が戴冠すると突如出現したが（800年）、東ローマ帝国の支配者は、西側の相手を対等には扱わなかった。一般に西側の（東ローマ帝国の観点で言う）蛮族の政治的発展や経済発展にほとんど関心がなかった。
この経済的な背景に対して、東ローマ帝国の文化と伝統は、略奪や啓蒙の追及で北の隣人（スラヴ人、ブルガール人、ハザール人）をコンスタンティノープルに引き付けた。立ち退いた領域を占領するゲルマン族の南方への運動は、スラヴ人の大規模な民族移動を誘発した。7世紀には、西はエルベ川へ、南はドナウ川へ、東はドニエプル川へと動いた。9世紀までに、スラヴ人は平和裏に現地のイリリア人やフィン・ウゴル人を吸収しながらこの天然の境界線から南や東に点在する領域に拡大した。

### イスラームの征服: 632年–750年
7世紀からビザンティン史はイスラームとイスラム帝国の興隆に大いに影響された。ムスリムのアラブ人は、歴史上初めてシリア属州とメソポタミア属州に入った初代正統カリフのアブー＝バクルのローマ領を侵攻した。第二代カリフウマル・イブン・ハッターブの下でパレスティナ属州やアエギュプトゥス、小アジアやアフリカ属州の一部と同様にムスリムはシリアとメソポタミアを決定的に征服した。この傾向はウマル・イブン・ハッターブの後継者やウマイヤ朝の下で続き、残りの地中海沿岸の北アフリカや大半の西ゴート王国を支配した。続く数百年以上にわたりムスリム軍はキプロスやマルタ、クレタ、シチリアと南イタリアの一部などのヨーロッパ領を更に手中に収めることが出来た。
ムスリムのヒスパニア支配は、ムーア人（殆どはアラブ人を伴ったベルベル人）がベルベル人の指導者ターリク・イブン＝ズィヤードの下で711年にイベリア半島のキリスト教系西ゴート王国を侵略した際に始まった。4月30日にジブラルタルに上陸し、北に向かった。ターリクの軍は、翌年上官ムサ・イブン＝ヌサイルの軍に統合された。8年に及ぶ戦闘でイベリア半島の大半がムスリムの支配下に置かれることになった（北西部の僅かな地域（アストゥリアス州）とピレネー山脈のバスク地方の多くは残った）。アラブ名アンダルスとしてこの地域は拡大するウマイヤ朝の一部となった。
第二次コンスタンティノープル包囲（717年）が失敗に終わると、ウマイヤ朝は弱体化し、勢力は弱まった。占領するイベリア半島で成功すると、後継者はピレネー山脈を越えて北西に向かったが、732年のトゥール・ポワティエ間の戦いでフランク王国の指導者カール・マルテルに敗れた。ウマイヤ朝は750年にアッバース朝に取って代わられ、ウマイヤ朝の殆どの人は、虐殺された。
生き残ったウマイヤの王子アブド・アッラフマーン1世は、スペインに逃げ、後ウマイヤ朝として新しいウマイヤ朝を建国した（756年）。カール・マルテルの息子ピピン3世は、ナルボンヌを取り戻し、孫のカール大帝は、785年にジローナを、801年にバルセロナを再占領して、ピレネー山脈を越えて今日カタルーニャ州となっている地域にスペイン辺境領を創設した。スペインのウマイヤ朝は、929年にカリフを自称した。

### 西ヨーロッパの復活: 700年–850年
西欧の状況は、少なくとも1100年まで続くことになる農業の急成長をヨーロッパが経験する700年以降に改善が始まった。地中海の海底に堆積した石灰岩の研究から600年から900年の太陽からの放射線量が相当量増加したと見られている。ヨーロッパが戦場で復活する最初の兆候は、717年のコンスタンティノープルの防衛と732年のトゥール・ポワティエ間の戦いにおけるアラブ人に対するフランク王国の勝利であった。
5世紀から8世紀にかけて政治と社会の基盤は、地元の強力な有力者を基本に以前の帝国を横断して発展し、新たにイタリアに東ゴート族の王国を、スペインとポルトガルに西ゴート族の王国を、ガリアとドイツ西部にフランク人やブルグント族の王国を建国した。こうした土地にはキリスト教が残り、アリウス派宣教師が改宗したり（西ゴート族やランゴバルド人）、植民した（東ゴート族や蛮族）。フランク人は異端から直接クローヴィス1世のカトリックに改宗した。
新来者の文化や戦争の際の忠誠心、古典文化の遺物、キリスト教の影響の相互作用は、封建制の一部を基本に社会に新しい規範を作り出した。ローマ人の中央集権制は、変革の波を乗り越えることはなく、奴隷制に対する組織的な支援は、広範囲に消え去った。イングランドのアングロ・サクソン人も、600年頃にキリスト教の宣教師が現れると、異教徒から改宗し始めた。フランスとは違い、イングランドには南部にはローマカトリック、北部にはケルト系キリスト教というように二つの大きなキリスト教宗派が存在した。この宗教観の衝突は、ローマ式儀式が優勢であると証明されると、664年のウィットビー教会会議へと発展した。

#### イタリア
ランゴバルド人は568年にアルボイーノの下で初めてイタリアに入り、パヴィーアを首都として北部に国家を樹立した。当初はラツィオ州やカラブリア州、プッリャ州を征服できなかった。次の200年は、ビザンティン帝国の支配を受けた時代であった。
ランゴバルド人の国家は、以前の西欧のゲルマン諸国と比べて真に蛮族と呼べる風習であった。当初は公国特に南部のスポレート公国やベネベント公国において実権を有する統治権を持つ公爵のいる高度に地方分権化された国家であった。575年にクレーフィが死んでからの10年は、ランゴバルド人は王を選ぶことさえなく、この時代は公爵支配と呼ばれている。初めて書かれた法典エディクトゥム・ロタリは、643年にまずいラテン語で書かれた。主に非成文法の伝統を成文化したものであった。
ランゴバルド人の国家は、良く組織され、リウトプランド（717年-744年）の長い治世が終わるまでに安定したが、その崩壊は突然であった。公爵の支援を受けられずに、デシデリオ王は敗れ、774年にカール大帝に降伏せざるを得なくなった。ランゴバルド人の王国は、終わりをつげ、フランク王国の支配が始まった。フランク王国の王ピピン3世は、ピピンの寄進により教皇に教皇領を与え、教皇領の大部分の地域にあたる北部地域は、11世紀と12世紀に都市国家が隆盛するまで主に神聖ローマ帝国のランゴバルド人とフランク人が統治した。
南部では無政府状態が始まった。ベネベント公国では東西ローマ帝国双方の領土要求に直面しながら統治を続けた。9世紀にはムスリムがシチリアを占領し半島に植民を開始した。ティレニア海の沿岸都市ではビザンティンの忠誠から逃れた。有名無実の忠誠を行う国家は、ノルマン人が来る11世紀前半に事件が起こるまで絶えず領土を巡って戦い、11世紀末までにノルマン人が南部全域を占領した。

#### ブリテン島
5世紀中葉にドイツやオランダ、デンマーク出身の傭兵が、ブリタニアの豊かな独立したローマ化しかけた地域に増え始めた。伝統的にヘンジストとホルサという二人のジュート人の首領が、好戦的なピクト人に圧勝して交換した土地を強力なブリテンの王ヴォーティガンから約束された。アングロサクソン年代記によると、ピクト人を破ると、「アンゲルンに文を送り、更に部隊を送るよう要請し、ブリテン人と戦うことの無益と土地を交換することの利益を告げた」。このことはジュート人やアングル人、サクソン人のようなゲルマン人による南部と中部のブリテン侵攻と占領の時代の始まりであった。しかしウェールズやドゥムノニア、ヘン・オグレッドのブリテン人の人口は、流入を抑制し、6世紀のアーサー王の世界的に有名な物語に詳述されるような言語や伝統の独立性を維持することが可能であった。
アングロ・サクソン人はやがて継続期間や重要性の異なる数か国の王国を建国した。ウェセックスのアルフレッド大王（871年–899年）は、侵攻するデーン人の部隊に対するアングロ・サクソン人の抵抗を指揮した。イングランド統一はノーサンブリアがアルフレッド大王の孫で936年にコーンウォールとの境界を決めたアゼルスタンにより併合された926年に完了した。
イングランドのケルト起源の住民の50％が殺戮されたと言われている。しかし大半が後の中世に向けてデヴォンやコーンウォールと密接な文化関係を維持するヨーロッパ大陸のブルターニュ半島の独立王国を建国するために出国したことは、もっともらしく、歴史的には当然にも十分に根拠のあることである。

#### フランク王国
メロヴィング朝はガリアの嘗てローマが支配し現在は権力空白地域に建国し、トルビアクの戦い（496年）でアラマンニ人に勝ったクローヴィス1世は、優勢な中世西欧キリスト教国フランク王国を建国してキリスト教に改宗した。
9世紀初めにフランク王国とともに始まり、カール大帝は今日のフランスの多くとドイツ西部、イタリア北部をカロリング王国に統一した。20世紀の歴史家が「カロリング朝ルネサンス」と名付けた学問や古典研究の復興がカール大帝の下でなされ繁栄した。
840年代は初めはヴァイキング、後にマジャル人によるフランク王国の崩壊と蛮族の新たな増加の始まりで新たな混乱が起きた。

#### 封建制
800年頃に開放耕地制度の形態で制度化された農業への回帰が行われた。荘園は数個の土地があり、それぞれは1-エーカー (4,000 m2)ずつに分かれていた。このことはある理論によると残りを取る前に雄牛が耕せる土地の合計とみなされた。制度の理想的な形態として各家庭は30個の土地を得た。輪作の三圃制は、初めは9世紀に発展した。小麦やライ麦は、最初の土地に、二番目は窒素が必要な穀物（大麦、オートムギ、サヤエンドウ、豆）、三番目は休閑地であった。
以前の二圃制と比べて三圃制は栽培に適した時を著しく多く得ることができる。重要なことはこの制度は単一作物が不作の際に飢饉に陥る危険を減らしながら一年に二つの収穫が可能なことである。三圃制農業は馬の餌にできるだけのオートムギを余らせることができる。この制度には住居と社会秩序の大きな再構築が必要なために、広く用いられたのは、11世紀に入ってからであった。重い車輪の付いた鋤は、10世紀後半に導入された。動物の大きな力を必要とし、雄牛の集団を用いることに発展した。金銀で彩色された原稿は、撥土板（曲がった金属製の刃先）や刃先の前方の垂直の葉の両方のある二輪の鋤を描いている。ローマ人は北ヨーロッパの重い土壌には適さないことが証明されることが珍しくない平らな鉄製の刃先を用いた軽くて車輪のない鋤を用いた。
制度化された農業への回帰は、封建制と呼ばれる新しい社会制度の導入と時を同じくしていた。この制度は互恵的な義務の階層化を特徴づけた。個人は後者の擁護に戻って上官に仕える義務があった。ここから時とともに忠誠が変わり易く時に相互に矛盾したために領土主権の混同を引き起こした。封建制は官僚と文字にした記録が欠如した一方で公共の安全を齎した。土地所有者でさえ紛争は単に口約束で解決した。領有権は個人の忠誠による繋がりを減少した。

### ヴァイキング時代: 793–1066
ヴァイキング時代はゲルマンの鉄器時代（スウェーデンのヴェンデル時代）に続くスカンディナヴィアやグレートブリテン島の紀元793年から1066年の時代である。この時代はスカンディナヴィアの戦士であり貿易人であるヴァイキングは増加し、ヨーロッパの殆どの地域や南西アジア、北アフリカ、北アメリカ東北部を探検した。東方へはヴァリャーグとして進出した。
旅行手段（ヴァイキング船や開水域）と共に商品に対する願望からスカンディナヴィアの貿易人は探検し新しい領域で広範な取引相手を開発した。この時代の最も重要な貿易港にオーフスやリーベ、ヘーゼビュー、ヴィネタ、トルソー、カウパング、ビルカ、ボルドー、ヨーク、ダブリン、スタラヤ・ラドガのような古今の都市があった。
遠征に乗り出すヴァイキングは、分かれ、通常の通商旅行と共存した。信用が疑われれば隣人を急襲する伝統のある人々は、安易に信用を疑う外国人を急襲することになった。高度な海洋術の助けを得て大洋や川を使ってヨーロッパを探検し広大な大陸を横断して通商路を広めることから離れて、ヨーロッパの封建制の発展に寄与しながら、従軍し、略奪し、何百年にもわたって数多の中世ヨーロッパのキリスト教社会を奴隷にした。

### 東ヨーロッパ: 600年–1000年

#### キエフ大公国
キエフ大公国が隆盛を見るまでにヨーロッパの東方は、7世紀までに突厥から独立したトルコ系の人々ハザールにより支配されていた。ハザールはヨーロッパとオリエントを結ぶ河川通商に幸福を見出す多民族商業国家であった。ハザールもアラン人やマジャル人、様々なスラヴ人、クリミアゴート族、クリミア半島のギリシア人から賛辞を強要した。ユダヤ人の巡回商人（ラダニテ）のつながりを通じてインドとスペインの貿易中心地と関係があった。
一旦アラブ拡張主義に直面すると、ハザールは実用的にコンスタンティノープルと連合し、イスラム帝国と戦った。当初は敗退したとはいえ、なんとかデルベントを回復でき、やがて東イベリアやカフカス・アルバニア王国、アルメニアまで達した。そうした中、事実上カール・マルテルが西ヨーロッパで同様に達する前の数十年に東ヨーロッパに向かうイスラム教の北方への拡張を抑え込んだ。
7世紀、黒海の北部沿岸地域は、クブラート率いる大ブルガリアの強力なハナテを創出したブルガール人に率いられた新たな遊牧民の攻撃の波に晒された。ハザールは南ウクライナからヴォルガ川の中流域（ヴォルガ・ブルガール）やドナウ川下流域（ドナウ・ブルガールや第一次ブルガリア帝国）にかけてブルガール人を追い出そうとした。ドナウ・ブルガールは急速にスラヴ化し、コンスタンティノープルとの絶え間ない戦闘があったとはいえ、ギリシア様式のキリスト教を受け入れた。二人の宣教師の活動を通じて、最初のスラヴ式アルファベットができ、現在古代教会スラヴ語として知られる方言が、本や聖餐式の言語として作られた。
ビザンティン周辺部から北に向けて初めて証明されたスラヴ人国家は、モラヴィア王国で、9世紀前半にフランク王国の保護下で統一された。モラヴィア王国はコンスタンティノープルとローマの宣教師の対立の為の国家であった。西スラヴ人はやがてローマの聖職者の権威を知ることになるが、990年にかけて当時のヨーロッパ最大の国家キエフ大公国をコンスタンティノープルの聖職者はギリシアの信仰に改宗させることに成功した。ヴァリャーグ朝に率いられて、キエフ大公国は北ヨーロッパをビザンティンに結ぶ通商路（ヴァリャーグからギリシアへの道）やオリエントを支配した。モラヴィア王国は結局896年頃にパンノニア平原に侵攻したマジャル人に占領された。
キリスト教化する前後にコンスタンティノープルに対して略奪行為を行ったキエフ大公国は、その中には双方に利益を与える通商協定に発展したものがあった。キエフ大公国とビザンティン帝国の関係の重要性は、ウラジーミル1世がマケドニア朝のビザンティン王女と結婚した唯一の外国人であった事実から強調でき、多くの西ヨーロッパ支配者が無益なものと考えていた誉れであった。ウラジーミル1世の父スヴャトスラフ1世の戦闘は、ブルガールとハザールという東ヨーロッパ最強の二か国を押し潰していた。

#### ブルガリア帝国
681年にブルガール人はヨーロッパとりわけ1396年にトルコに支配を委ねるまで東南ヨーロッパで主要な役割を演じる強力な国家を建国した。718年にブルガール人はコンスタンティノープル近郊でアラブ勢を決定的に破り、その支配者テルヴェルハーンは「ヨーロッパ趣味」として知られることになった"。ブルガリアは更に西に入植しようとする蛮族（ペチェネグやハザール）を事実上押し止め、806年にアヴァールを崩壊させた。シメオン1世（893年-927年）の下でこの国はヨーロッパ最大の国家になり、ビザンティン帝国の存在を脅かした。

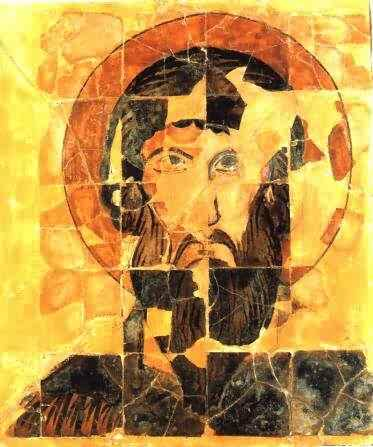
プレスラフで発見された900年頃からの聖テオドルスのセラミック製イコン

864年にキリスト教を採用すると、ブルガリアは正教会におけるスラヴ人世界の文化的・精神的中心となった。キリル文字が885年にブルガリアの学者オフリドのクリメントにより考案された。文学や芸術、建築はプレスラフやオフリド文学学校、プレスラフセラミック学校の創立とともに栄えていった。927年にブルガリア正教会は総主教とともに独立を勝ち取った初めてのヨーロッパの民族教会となった。

## 学問の伝達
西ローマ帝国の終焉と都市の衰退とともに文学と学問は、西ヨーロッパで衰退した。教育は修道院や大聖堂の領域となった。古典的な教育の「ルネサンス」は、8世紀にカロリング王朝で現れることになる。東ローマ帝国（ビザンティン帝国）では学問は（文学に関わる公教育の趣旨において）西ヨーロッパより高い水準を維持した。さらに東ではイスラームが東方の総大司教の多くを侵略し占領し、科学や哲学、その他学問の「黄金時代」における知的な努力において優位があった。

### 古典教育
古典教育制度は数百年にもわたり存続することになり、文法やラテン語、ギリシア語、修辞学を重要視した。生徒は古典作品を何度も読み、この形式を真似て文章を書いた。4世紀までにこの教育制度はキリスト教化された。De Doctrina Christiana（396年-426年）でアウグスティヌスは古典教育が如何にキリスト教の世界観に合致するかを述べた。キリスト教は書物の宗教であったので、キリスト教徒は教養がなければならない。テルトゥリアヌスは「アテネはエルサレムと何をしなければならないか」と問い、古典教育の価値について懐疑的な意見を述べた。しかしテルトゥリアヌスでさえ古典教育の学校にキリスト教徒が入学することに反対しなかった。プラトンの学校など残っていた古典教育の学校は、529年にユスティニアヌス帝により閉鎖され、非キリスト教哲学は一部禁止された。チャールズ・フリーマンは「312年にコンスタンティヌス帝がキリスト教に改宗したのは、確固たる権威の支配に基づく文化に向けてギリシア文明の世界の相対的に開放され寛容で多元論的な文明からローマに移行した」と主張した。この時期から教育には私的で地下に潜った状況は除いて協会公認の教義に合致することが必要かつ強要されたものがあった。

#### 西ヨーロッパの没落
都市の衰退により教育の範囲は縮減し、6世紀までに聖書の文言を研究する教育の中心とともに教育は修道院や大聖堂の学校に移行した。信者の教育は、イタリアやスペイン、ガリアの南部で細々と生き残り、ローマの影響は、最も遅かった。しかし7世紀には学問がアイルランドやケルトの土地に現れ始めたが、ここではラテン語は外国語であり、ラテン語の文章は、熱心に研究され教えられた。

### 科学
古代世界ではギリシア語は主に科学の言語であった。優れた科学的調査と教授は、主にローマ帝国のギリシア文明時代にギリシア語で行われた。後期ローマにおけるギリシア語の著作物のラテン語への翻訳は、成功したものもあった。ギリシア語の知識が衰退すると、ラテン語世界の西ヨーロッパは、自らギリシア語起源の哲学や科学の中から切り離すことになった。その際、科学を学びたいラテン語話者は、ニコマコスのギリシア語著作を要約したボエティウス（470年–524年）の二冊の本（『算術入門』『和声概論』）を活用するしかなかった。イシドールスは630年にラテン語の百科事典を作った。私立の図書館が存在することになり、修道院も様々な書物を収蔵することになる。
早い時期に我々が知っている指導的な学者の殆どは、自然の探求には関心が僅かしかなかった聖職者であった。自然の探求は、抽象的な探求より実用的な理由で行われた。病気に対する必要性から医療や薬に関する古文書の研究が導かれ、僧侶が祈りの正確な時間を決める必要性から星の動きの研究が導かれ、初歩の数学や太陽や月の動きを研究し教えることが導かれた。現代の読者は、時に同じ作業が自然現象の技術的な詳細や表される重要性の双方を考察することが当惑させるようなものと映るかもしれない。

### カロリング朝ルネサンス
800年頃にカロリング朝ルネサンスの一環として古典古代に関する新たな関心があった。カール大帝は教育に関する改革を行った。イングランドの僧侶アルクィンは7科目のリベラル・アーツ（trivium（文学教育）（文法、修辞学、弁証法）とquadrivium（科学教育）（算術、幾何学、天文学、音楽））を基本にした研究課程を確立することで古典的知識を復活させる目的で学術的発展の事業を考案した。787年から命令が帝国全域で古い学校の復元と新しい学校の創立を奨励しつつ行き渡り始めた。
制度上こうした新しい学校は僧院（修道院学校）や大聖堂、宮廷の管理に置かれた。こうした手法の本当の重要性は、その後数世紀間用いられることになるに過ぎなかった。弁証法（今日の論理学を表す学習法）の教授は、理論的な探求に関する関心の再生を担い、ここから関心はキリスト教哲学のスコラ学への移行の増加に続いて起こった。12世紀と13世紀に、カール大帝の保護の下に創立されたこうした学校の多くが、特に大聖堂学校が、中世の大学になることになる。

### ビザンティン帝国の黄金時代
ビザンティン帝国の知的偉業は、ユスティニアヌス1世（528年-65年）のローマ法の大規模な編纂であるローマ法大全であった。この事業にはいかなる状況にも適用可能な方法でローマ法の原則を抜粋した要約集と呼ばれる節があった。文学の水準は、西ローマ帝国よりビザンティン帝国の方がかなり高かった。初等教育は広く行われ、時に農村部でさえ行われた。中等教育は依然としてイーリアスなどの古典が教えられた。
高等教育ではアテネの新プラトン学院が、異端として526年に閉鎖された。アレクサンドリアには依然アラブの占領（640年）まで開いていた学校もあった。元はテオドシウス2世（425年）により創立されたコンスタンティノープル大学は、この頃に解散したようである。849年にミカエル3世により再建された。アリストテレスの論理学が簡単な概要として網羅されていたが、この時代の高等教育は、修辞学に焦点を当てていた。マケドニア朝（867年-1025年）の下でビザンティン帝国は古典的な学問の黄金時代と復活を謳歌した。多くの語彙や詩選集、百科事典、解説を除いて、独自の研究は殆どなかった。

### イスラームの学問
11世紀に入ると、イスラームの科学的知識が、西ヨーロッパに到達し始めた。西ヨーロッパでは失われたエウクレイデスやアルキメデスの事業が、スペインでアラビア語からラテン語に翻訳された。零の表記などの現代のヒンドゥー・アラビア数字は、5世紀と6世紀にヒンドゥー数学者の手で発展した。ムスリム数学者は7世紀に学び、9世紀と10世紀に小数表記を加えた。1000年頃にアウリラクのゲルベルト（後のシルウェステル2世）はヒンドゥー・アラビア数字で刻んだ計算器付きの算盤を作った。こうした数字で計算を行う手法に関するフワーリズミーの論文は、12世紀にスペインでラテン語に翻訳された。

## 東西ヨーロッパのキリスト教
初代教会から初期の中世キリスト教徒は、信条や聖書に基づいた安定した戒律、よく発達した哲学的な伝統で連合した教会を受け継いだ。中世キリスト教の歴史は中世（近代の始まりとみなされるプロテスタント改革までのローマ帝国崩壊後の時代）を通じたキリスト教の時代である。
中世前期を通じて東西キリスト教の分裂は拡大し、11世紀の東西教会の分裂への道を歩んでいた。西ヨーロッパでは教皇の権力が拡大した。607年、ボニファティウス3世は教皇を用いた最初の教皇になった。グレゴリウス1世は世俗の権力として事務所を使い、ブリテン諸島に対してローマの権威を拡大し、修道院の規律拡大に基礎を置いた。東ヨーロッパではイスラームの占領によりギリシア語を話す総大司教職の権力が衰退した。ケルト系キリスト教はブリテン諸島で分裂したキリスト教の伝統を含んでいた。様々な蛮族が、島の襲撃や略奪から入植や侵攻に変わった。グレゴリウス1世から送られたアウグスティヌスの伝道師により改宗したような周辺の民族からキリスト教の影響を受けたが、帝国の支配を受けることなく専ら異教徒のままであった。

### 西ヨーロッパのキリスト教化
西ローマ帝国の没落を無傷で生き延びた唯一中央集権化された組織カトリック教会は、継承者の間で叙任された主教の活動組織を通じて古代ローマの学問を選択的に保存し書体芸術を維持し中央集権化された組織を保存しながらの西ヨーロッパで単に一体化した文化的な勃興であった。中世前期は都市の主教による支配や公爵や伯爵により行われた地域支配により特徴づけられる。都市の自治体は中世盛期の始まりとなった。
ゲルマン族のキリスト教化はゴート族とともに4世紀に始まり、6世紀と7世紀にアイルランド・スコットランド宣教団に導かれ、カロリング朝ルネサンスで重要な役割を演じたアルクィンのようなアングロ・サクソン人とともに8世紀と9世紀にアングロ・サクソン使節団により置き換えられながら中世前期を通じて続いた。ドイツの伝道者聖ボニファティウスは8世紀を通じてフランク王国でキリスト教を宣教した。西ヨーロッパのキリスト教を方向付ける手伝いをし、宣教した教区の多くが、今日まで残っている。殉教後すぐに聖人に列せられた。1000年までにアイスランドでさえキリスト教化し、中世盛期にキリスト教化する更に遠方のヨーロッパ（スカンディナヴィアやバルト地域、フィン・ウゴル人）を残すだけとなった。

## 神聖ローマ帝国

### 10世紀
元気がなくよく病気になったカロリング朝のカール3世は帝国をフランス王国、ドイツ、（北）イタリアに分断した甥のカール3世に率いられた騒乱を引き起こした（887年）。ドイツ政府の弱点に対して優位に立ちながら、マジャル人はハンガリー大平原に建国し、ドイツやイタリア、フランスにさえ国土を広げ始めた。ドイツ貴族は919年にフリッツラルのライヒシュタハ（全国会議）でザクセン公ハインリヒ1世を王に選出した。ハインリヒの権力は、他の中心となる公国の指導者の権力と比べて大したことはなく、以前のゲルマン族の封建的な発露であった。
ハインリヒの息子オットー1世（936年–973年）は、フランスのルイ4世の支援を受けた公爵の反乱を鎮めることができた（939年）。951年、オットー1世はイタリアに入城し、未亡人のブルグントのアーデルハイトと結婚し、自らロンバルディアの王を名乗り、イタリアの王ベレンガーリオ2世（950年-952年）から臣従の誓いを受けた。オットー1世は親族を主要な公国の新しい指導者に任じたが、この方法は不忠の問題を完全に解決するものではなかった。息子のリュドルフ（スワビア公）は反乱を起こし、マジャル人がドイツに入るのを歓迎した（953年）。バヴァリアのアウクスブルク近郊のレヒフェルトの戦いで、マジャル人がラツィアを楽しんでいる間に、オットー1世はマジャル人に追いつき、勝利の証を得た（955年）。この後、マジャル人は略奪で暮らす国家であることをやめ、指導者はハンガリーと呼ばれるキリスト教の王国を建国した（1000年）。名声が大いに高まったオットー1世は、再びイタリアに入城し、ローマでヨハネス12世の手で王位（imperator augustus）に就いた（962年）。

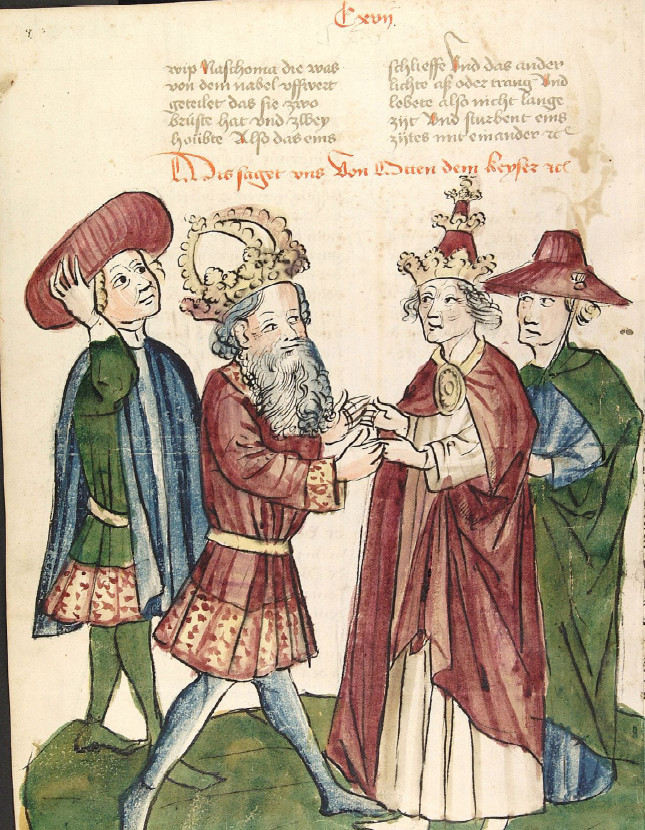
神聖ローマ帝国の建国
-----
ヨハネス12世に会うオットー1世

用語は後世まで使われることはなかったが、歴史家はこの事件を神聖ローマ帝国の建国と位置付けている。オットーの国家は、第一帝国（ドイツ帝国）ともみなされている。オットー1世はいかなる領土に結び付けることなく帝国の名称を用いた。帝国の皇帝は、自らをカール大帝に始まる皇帝の一族と考えた。（この「皇帝」の何人かは、戴冠することで教皇に威張り散らしただけのイタリアの地域有力者であった。）オットー1世は対立するベレンガーリオ2世と共謀することでヨハネス12世を退位させ、代わりにレオ8世を任命した（963年）。ベレンガーリオ2世は捕えられ、ドイツに連行された。ヨハネス12世はオットー1世の時代が終わると復位できたが、間もなくして妻の腕の中で死亡した。
ドイツ帝国建国に加えて、オットー1世の業績に「オットー式教会制度」の創設があり、聖職者（唯一教養のあった部門）が帝国の公務員としての業務を遂行した。ローマの地域ボスからローマ教皇職を持ち上げ、その地位は十分に埋められていると確信し、国際的な教会の指導ができる品格を与えた。

## 千年紀のヨーロッパ

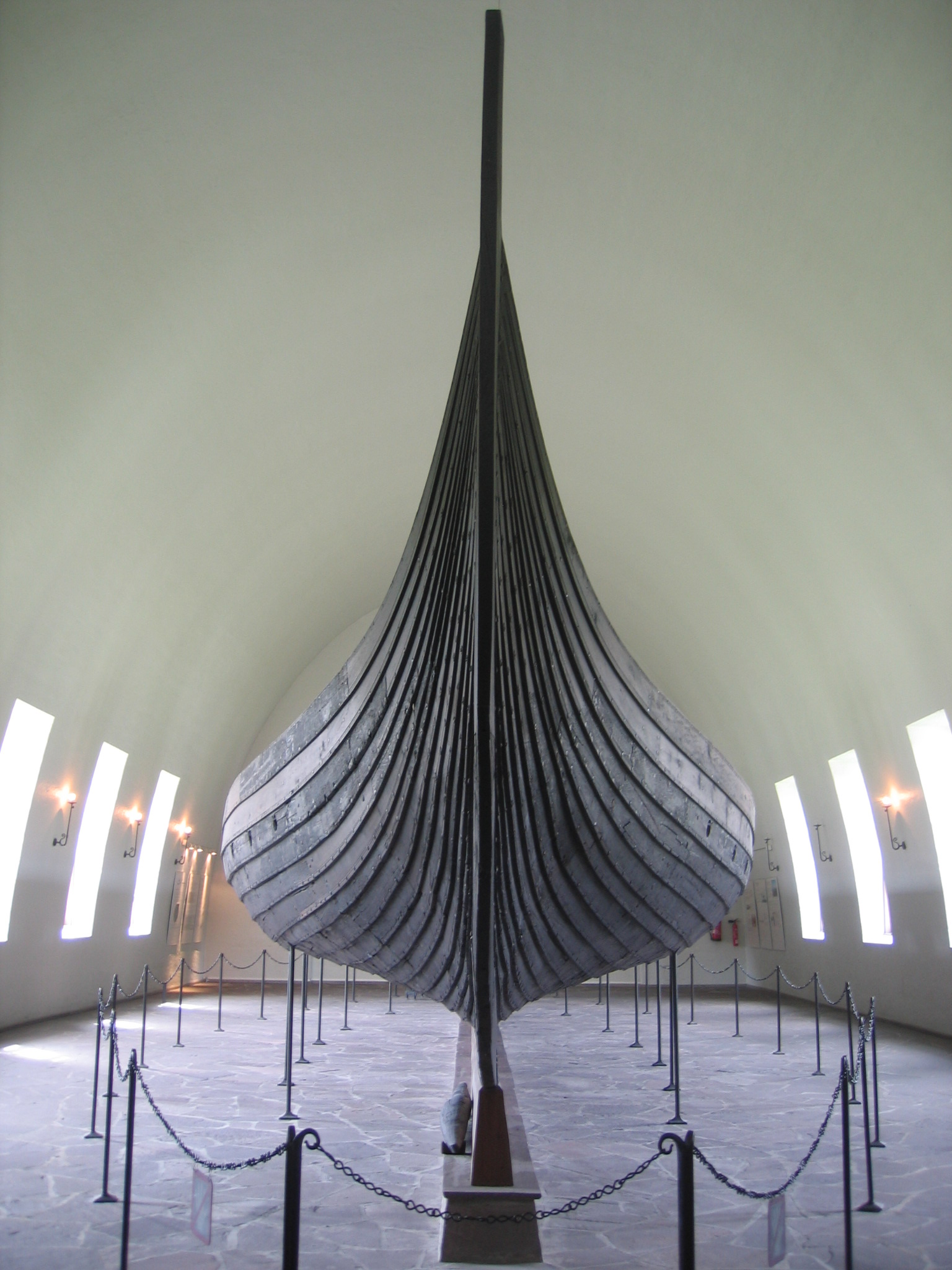
ゴクスタ船
ヴァイキング船博物館
ノルウェーオスロ
-----
1882年に発掘された9世紀のヴァイキングロングシップ

世界は1000年に終わるという推測は、数名の不安定なフランスの牧師に限られていた。通常の聖職者は、元号（例えばフランスのロベール2世の第4年）を用いた。現在の「AD」の使用は、ベーダ・ヴェネラビリスなどの宇宙史編年史家に限られた。
ヨーロッパは依然として広大なキャラヴァン貿易網のあるイスラームや当時宋の下で世界最大の人口を誇った帝国中国の後塵を拝していた。コンスタンティノープルには約30万人がいたが、ローマは35000人、パリは2万人であった。対してイスラームには当時45万人を擁する世界最大の都市スペインのコルドバから中央アジアに伸びる12を超える大都市があった。ヴァイキングはロシヤを通じてバルト海をコンスタンティノープルに繋ぐ交易路などの北ヨーロッパの交易網があった。しかしコルドバやアレクサンドリア、カイロ、バグダッド、バスラ、メッカのムスリム大都市を繋ぐキャラバン交易路と比べて良いとは言えないものであった。
ヴァイキングに国土のほぼ全域を新たに侵略されながら、イングランドは絶望的な状況に陥っていた。後にイングランドは1002年にデーン人入植者による虐殺により長い苦しみを味わうことになり、イングランドは間もなく独立を回復するが、報復行為と最終的にはデーン人の支配へと発展した（1013年）。しかしキリスト教化は急速に行われ、蛮族の増加という問題の長期的な解決策となった。スカンディナヴィアは暫くして10世紀のデンマークや11世紀のノルウェー、12世紀に僅かに増加した国スウェーデンのように完全にキリスト教の王国になった。キエフ大公国はこの頃に東方正教会に改宗し、ヨーロッパ最大の国として繁栄した。アイスランドとハンガリーは、共に1000年頃にキリスト教国であると宣言した。

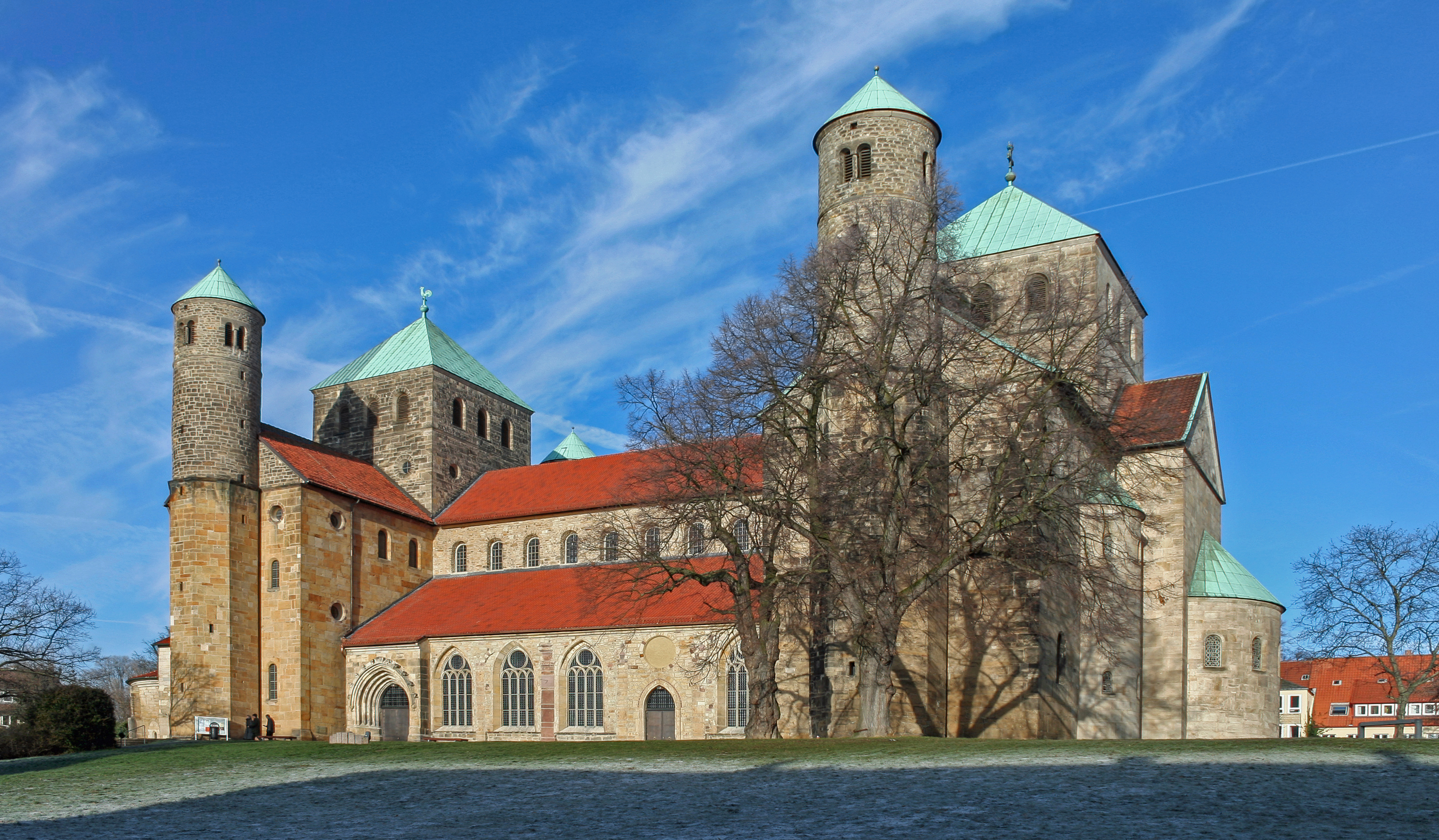
オットー式建築
ヒルデスハイムの聖マリア大聖堂と聖ミカエル聖堂、1010年代
-----
オットー式建築はカロリング建築とビザンティン建築から着想を得た。

ヨーロッパでは正式な結婚制度が創出された。石造建築がなくなることは決してなかったイタリア北部では、石造建築が重要な構造として材木に置き換わろうとしていた。木々の多かったヨーロッパ大陸から木々が失われるということが、進行していた。10世紀はイタリアの都市で人口が倍増するとともに都市生活への回帰が行われた。ロンドンは何世紀にもわたって見捨てられていたが、1000年までに再びイングランドの主要な経済的な中心地になった。1000年までにブルッヘとヘントは、西ヨーロッパへの一時的な経済生活の回帰である城壁の中での通常の交易が行われた。
ヨーロッパの文化では中世の村落の興隆や都市生活の再生、ブルジョワジーの出現、最初の大学の創立、ローマ法の再発見、自国語による文学の開始といった数点の特徴が、1000年以後暫くして現れた。
1000年、教皇はしっかりとドイツのオットー3世（自称としては「世界の皇帝」）の支配を受けた。しかし後に教会の改革は、最初のアルプスを渡った大規模な石造修道院と公式化された教会法に蓄積されたデクレタルのミサの聖職授任であるクリュニー運動としてその独立と威信を高めた。

## 中東

### イスラームの興隆
イスラームの興隆は、ムハンマド・イブン＝アブドゥッラーフと信者がメディナ市に対して戦闘（ヒジュラ）を行った頃に始まった。ムハンマドは最後の10年をアラブ地域を征服する一連の戦闘に費やした。622年から632年までメディナのムスリム社会の指導者としてのムハンマドは、メッカとの戦闘状態に置かれた。数十年でバスラ地域はムスリムに征服された。ウマル・イブン・ハッターブの時代には、ムスリム軍は基地を建設するのに相応しい場所を見付けた。ミデヤン人の征服に加えてムスリムによる植民が行われた。しかし暫くして状況は厳しいものとみなされ、クーファに対する再入植が行われた。ウマルの時代、アラビア半島全域を統合し安定させる一連の戦役には勝利しながらも数個のアラブ族の反乱には敗れた。ウスマーン・イブン・アッファーンの指導の下、帝国は650年にファールス州に、651年に大ホラサンの一部に拡大し、アルメニア征服は640年代に始まった。この時期、イスラーム帝国はサーサーン朝ペルシア帝国全域と東ローマ帝国の3分の2以上の地域に広がった。第一次イスラーム内戦はアリー・イブン・アビー・ターリブの時代に終止符を打った。ハサン・イブン・アリーとの平和条約締結と初期ハワーリジュ派の妨害への抑圧後は、ムアーウィヤがカリフになった。

### イスラームの拡大
アラブ・東ローマ戦争におけるムスリムの征服は、634年から750年にかけて起きた。633年に始まり、ムスリムはイラクを征服した。ムスリムのシリア征服は634年に始まり、638年までに完了することになる。ムスリムのエジプト征服は639年に始まった。ムスリムのエジプト侵攻が始まる前に、東ローマ帝国は既にレバントやそのアラブ連合をムスリムに奪われていた。ムスリムはアレキサンドリアを支配下に収め、エジプトの陥落は、642年に完了することになる。647年から709年にかけてムスリムは北アフリカ一帯を一掃し、この地域に政権を打ち立てた。
トランスオクシアナは706年から715年にかけてクタイバ・イブン＝ムスリムにより征服され、緩やかな形で715年から738年にウマイヤ朝に支配された。この征服は738年から740年にかけてナスル・イブン＝サイヤルにより統合された。740年から748年はウマイヤ朝に、748年以降はアッバース朝に支配された。664年に攻撃されたシンド州は712年までに征服されることになる。シンド州はウマイヤ朝の東端の地域となった。ウマイヤ朝によるヒスパニア（西ゴート王国）征服は、711年に始まり、718年までに終了することになる。アルサム・イブン＝マリクの下で719年までにイベリア半島を一掃したムーア人は、セプティマニアを侵略し、この地域は720年に完全に支配されることになる。イスラーム教徒のペルシア征服でムスリムによるコーカサス征服は、711年から750年にかけて行われることになる。イスラーム帝国の拡大は、この頃不意に終わった。最後のイスラーム支配は、中東の鉄器時代のローマ帝国を侵食し、地中海の戦略的地域を支配した。
8世紀末に嘗ての西ローマ帝国の地域は、地方分権化し、圧倒的に農村化していた。シチリア島とマルタ島のイスラームによる征服と支配は、9世紀に始まろうとしていた。シチリア島を巡るイスラーム支配は、902年から実際に行われ、シチリア島が完全に支配されたのは、965年から1061年であった。イタリア半島にイスラームが存在したのは、短期間で、殆どは半永久的な兵舎に限られた。

### カリフと帝国
カリフが支配したアッバース朝は、3つ目のイスラーム帝国であった。イスラーム世界のイスラーム黄金時代の哲学者や科学者、技術者は、伝統を維持しながら発明や革新を加えることで技術に対する目覚ましい寄与を行った。科学や学術面での優位は、この時代に花開いた。
アッバース朝はイベリア半島を除く全域からウマイヤ朝を追い出すとバグダッドに首都を建設した。アフリカとアラビア、アラビアとアジアの交易路に対するムスリム商人の影響力は、巨大なものであった。その結果、イスラーム文明は農業貴族から社会を形成するキリスト教徒やインド人、中国の貴族とは対照的に商業経済を基本に成長し拡大した。
アッバース朝は2世紀にわたり繁栄したが、自ら創設したトルコ軍（マムルーク）が隆盛するとともにゆっくりと没落していった。ペルシアを支配した150年間に、カリフは名ばかりの権威しかない地方の王族に権力を譲らざるを得なくなった。アッバース朝が軍事的な優位を失うと、サーマーン朝が中央アジアで勢力を付けた。スンニー派の帝国は、タジク国であり、ゾロアスター教の神政貴族がいた。アラビアの征服によりサーサーン朝ペルシアが崩壊すると次の土着のペルシア王朝となった。